# Anatahan (pel·lícula)
Anatahan (アナタハン), també coneguda com The Saga of Anatahan, és un spel·lícula japonesa en blanc i negre del 1953 de drama bèl·lic dirigida per Josef von Sternberg. Els Últims resistents japonesos de la Segona Guerra Mundial a Anatahan (aleshores part del Mandat del Pacífic Sud del Japó imperial, ara una de les illes Mariannes Septentrionals dels Estats Units) també van inspirar la novel·la Cage on the Sea del 1998.
Va ser l'últim treball dirigit pel conegut director de Hollywood Josef von Sternberg (encara que Jet Pilot es va estrenar més tard). Von Sternberg tenia un grau de control inusualment alt sobre la pel·lícula, feta fora del sistema d'estudi, que li va permetre no només dirigir, sinó també escriure, fotografiar i narrar l'acció. Tot i que es va estrenar modestament bé al Japó, ho va fer malament als EUA, on von Sternberg va continuar retallant la pel·lícula durant quatre anys més. Posteriorment va abandonar el projecte i va continuar ensenyant cinema a la UCLA durant la major part de la resta de la seva vida. La pel·lícula es va projectar dins de la selecció oficial durant la 14a Mostra Internacional de Cinema de Venècia (1953).
El director artístic era Takashi Kono, els efectes especials van ser fets per Eiji Tsuburaya i l'operador de càmera era Kozo Okazaki.

## Argument
Josef von Sternberg va dirigir, fotografiar i proporcionar la narració de veu en off i va escriure el guió (a partir d'una novel·la basada en fets reals de Michiro Maruyama, traduïda a l'anglès per Younghill Kang) d'uns dotze mariners japonesos que, el juny de 1944, estan encallats en una illa abandonada i oblidada anomenada Anatahan durant set anys. Els únics habitants de l'illa són el supervisor de la plantació abandonada i una atractiva jove japonesa. La disciplina està representada per un antic suboficial però acaba quan pateix una catastròfica pèrdua de cara. Aviat, la disciplina i la racionalitat són substituïdes per una lluita pel poder i la dona. El poder està representat per un parell de pistoles trobades a les restes d'un avió estatunidenc, tan important que cinc homes paguen amb la seva vida en una aposta per la supremacia.

## Antecedents
Anatahan, una de les illes Mariannes a Micronèsia, va ser l'escenari d'un encallament durant la guerra de trenta mariners i soldats japonesos i una dona japonesa el juny de 1944. Els nàufrags van romandre amagats fins que es van rendir a un equip de rescat de la marina estatunidenca el 1951, sis anys després que el Japó fos derrotat per les forces aliades. Els vint que van sobreviure al calvari van ser rebuts amb calor al seu retorn al Japó de la postguerra. L'interès internacional, inclòs un article a Life del 16 de juliol de 1951, va inspirar a Josef von Sternberg a adaptar la història a una interpretació cinematogràfica de ficció dels esdeveniments.
A finals de 1951, van aparèixer relats personals espantosos que descriuen les morts i desaparicions derivades de la competició entre homes per l'única dona de l'illa, Higo Kazuko.
Aquestes representacions sensacionalistes van produir una reacció en l'opinió popular i la simpatia pels supervivents es va refredar. El final de l'ocupació estatunidenca del Japó el 1952 va veure un renaixement de la sobirania política i econòmica i un desig entre els japonesos de suprimir els records del patiment de la guerra. Aquesta "ràpida transformació del clima polític i social" va influir en les percepcions de la "Saga d'Anatahan" de Sternberg al Japó.

### Daiwa i Towa
Daiwa Productions, Inc., una productora cinematogràfica japonesa independent, va ser fundada l'any 1952 amb l'única finalitat de fer la pel·lícula Saga of Anatahan. Els coexecutius incloïen el director de cinema Josef von Sternberg, Nagamasa Kawakita i Yoshio Osawa, els dos últims empresaris distribuïdors internacionals de cinema.
Kawakita va establir la Towa Trading Company el 1928 per promoure un intercanvi de pel·lícules japoneses i europees al "mercat del cinema d'art urbà". També va actuar com a representant de la corporació cinematogràfica alemanya UFA GmbH al Japó.
El director i productor alemany Arnold Fanck es va unir a Kawakita el 1936 per produir la pel·lícula de propaganda germanojaponesa Die Tochter des Samurai (titulada The New Earth en anglès i Atarashiki Tsuchi en japonès) per fomentar els vincles culturals mutus entre els països. Filmada íntegrament al Japó, la pel·lícula d'alt perfil i de gran pressupost va ser avalada i promoguda pel ministre de Propaganda del Reich Joseph Goebbels a l'Alemanya nazi, on va ser aclamada per la crítica el 1937.
Sternberg va viatjar al Japó el 1937 poc després d'acabar els seus vincles professionals amb Paramount i Columbia Pictures. Es va reunir amb crítics japonesos i entusiastes del cinema que havien estudiat i admirat les seves pel·lícules mudes i sonores. El productor Kawakita i el director Fanck estaven filmant Atarashiki Tsuchi, i Sternberg els va visitar al lloc per discutir les possibilitats de col·laboració cinematogràfica. Quan va esclatar la guerra el 1939 les converses es van suspendre. Tant Kawakita com Osawa van servir al Japó imperial durant la guerra produint pel·lícules de propaganda a la Xina i al Japó, respectivament. Quan el Japó va ser derrotat el 1945, el Comandant suprem de les forces aliades (SCPA) va designar ambdós productors com a criminals de guerra de classe B, prohibint-los a la indústria cinematogràfica japonesa fins al 1950.

### Preproducció
Sternberg va restablir el contacte amb Kawakita el 1951 i el 1952 el productor va acceptar finançar una pel·lícula de gran pressupost basada en l'"incident d'Anatahan", contractant la companyia Toho com a distribuïdora. Kazuo Takimura va ser contractat com a productor acreditat del projecte (Kawakita i Osawa no es van acreditar). Eiji Tsuburaya, aviat conegut per la seva sèrie Godzilla, va ser contractat com a director d'efectes especials. La banda sonora i els efectes de so van ser creats pel compositor Akira Ifukube.
Des de la seva arribada al Japó l'agost de 1952, Sternberg va examinar nombrosos relats de l'afer Anatahan (traduït a l'anglès) i d'entre aquests va seleccionar les memòries del supervivent Michiro Maruyama per adaptar-les al cinema. El guionista Tatsuo Asano va ser reclutat per afegir llengua local al diàleg de la pel·lícula. Els requisits narratius de Sternberg van reduir el nombre de participants a tretze homes i una dona i van abastar els set anys que van passar aïllats (el nombre real de nàufrags el 1944 s'havia informat en 30-32 persones, de les quals vint van sobreviure).
Incapaç d'obtenir permís per utilitzar les instal·lacions de l'estudi Toho a Tòquio, el productor Osawa va traslladar el projecte al parc industrial d'Okazaki a Kyoto, on es construiria el conjunt múltiple a l'aire lliure. Sternberg va arribar als estudis ad hoc amb dos intèrprets japonesos i va posar en marxa el minuciós procés col·laboratiu en què exerciria el control de tots els aspectes de la coproducció. Es va preparar un guió il·lustrat molt detallat, "el diagrama d'Anatahan", que proporcionava esquemes per a tots els aspectes de la narració. Els diagrames de flux dels actors es van codificar amb colors per indicar el moment i la intensitat de les emocions, l'acció i el diàleg per tal de dictar la continuïtat "psicològica i dramàtica" de cada escena. Aquestes ajudes visuals van servir, en part, per evitar malentesos relacionats amb les barreres lingüístiques (Sternberg no parlava japonès i la tripulació i els actors no parlaven anglès).
Sternberg va seleccionar els actors basant-se en "la seva primera impressió basada en la seva aparença [i] ignorant [va] les seves habilitats d'actuació". Kozo Okazaki, de 33 anys, un càmera de la segona unitat, va ser seleccionat durant la preproducció per servir un director de fotografia per al projecte. Pràcticament tota la pel·lícula es va rodar enmig dels decorats estilitzats i molt elaborats. La producció va començar el desembre de 1952 i va acabar el febrer de 1953. Anatahan (titulada La saga d'Anatahan (アナタハン)) es va estrenar al públic japonès el juny i juliol de 1953.

### Post producció
Sternberg va afegir la seva veu en off narrativa a la pel·lícula en postproducció, amb una traducció japonesa en subtítols. La narració "desencarnada" explica "l'acció, els esdeveniments i la cultura i els rituals japonesos". El director també va elaborar un pamflet que va proporcionar una declaració personal als espectadors del teatre, destacant que la producció no era una representació històrica d'un esdeveniment durant la Segona Guerra Mundial, sinó una història atemporal de l'aïllament humà, una al·legoria universal.

## Recepció
Quan Sternberg va arribar per començar la preproducció l'any 1952, les interpretacions dramatitzades i, de vegades, esgarrifoses dels esdeveniments d'Anatahan van circular àmpliament a la premsa. Els crítics van preguntar per què Sternberg havia adaptat una història que podria provocar "sentiments desagradables" entre molts japonesos que havien estat traumatitzats per la guerra i la derrota. El director va emetre declaracions de premsa prometent que la seva propera pel·lícula seria un esforç artístic, agradable per al públic japonès, més que una recreació forense d'un desastre de guerra.
La saga d'Anatahan es va estrenar el juny de 1953 després d'una publicitat exhaustiva als diaris principals i locals. L'avaluació crítica de la pel·lícula va ser uniformement hostil, inclosa una taula rodona multiperiodista publicada a Kinema Junpo. Tal com informa l'historiador del cinema Sachiko Mizuno:
| « | Els periodistes van criticar la pel·lícula criticant severament la direcció de Sternberg, la seva visió exòtica, l'actuació amateur del repartiment i la seva idea de fer una pel·lícula a partir de la història en primer lloc. Van criticar a Kawakita i Osawa per haver concedit a Sternberg el control complet sobre una producció cinematogràfica cara que només cosifica els japonesos a la pantalla. | » |

Les crítiques també es van dirigir a Sternberg per adoptar una actitud comprensiva cap a la dona solitària de l'illa, Higa Kazuko (interpretada per Akemi Negishi) i els homes supervivents. La condemna de la pel·lícula va ser especialment dura per part del crític Fuyuhiko Kitagawa, que va acusar Sternberg de relativisme moral i d'estar fora de contacte amb els sentiments japonesos de la postguerra.
L'estrena i les primeres projeccions públiques a Tòquio i Kyoto van rebre un suport "tebi". Un modest èxit comercial, els inversors van arribar a l'equilibri del projecte.
Kawakita va presentar The Saga of Anatahan a la Mostra Internacional de Cinema de Venècia de 1953 on va ser eclipsada per una altra entrada de Kawakita, Ugetsu del director Kenji Mizoguchi]. Quan Kawakita va editar Anatahan per la seva distribució a Europa, la narració "monòtona" de Sternberg va ser substituïda per la d'un jove japonès, oferint el mateix text en anglès trencat per fer-lo més "autènticament" japonès al públic de parla anglesa.
Segons Scott Eyman a Film Comment, The Saga of Anatahan només va rebre "una estrena simbòlica" als Estats Units el 1954.

## Repartiment
- Akemi Negishi com l' 'Abella Reina', Keiko Kusakabe
- Tadashi Suganuma com a Kusakabe, marit de Keiko
- Kisaburo Sawamura com a Kuroda
- Shōji Nakayama com a Nishio
- Jun Fujikawa com a Yoshisato
- Hiroshi Kondō com a Yanaginuma
- Shozo Miyashita com a Sennami
- Tsuruemon Bando com a Doi
- Kikuji Onoe com a Kaneda
- Rokuriro Kineya com a Marui
- Daijiro Tamura com a Kanzaki
- Chizuru Kitagawa
- Takeshi Suzuki com a Takahashi
- Shiro Amikura com a Amanuma
- Josef von Sternberg com a veu del narrador (sense acreditar)

## Producció
Quan un crític francès li va preguntar a Josef von Sternberg per què havia anat a l'Extrem Orient per construir un plató d'estudi per filmar Anatahan, quan podria haver construït un conjunt idèntic a Hollywood, va respondre "perquè sóc un poeta".